# Tom Pidcock
Thomas (Tom) Pidcock OBE  (Leeds, 30 juli 1999) is een Brits wielrenner. Pidcock combineert zowel het veldrijden als het wegwielrennen met het mountainbiken. Sinds 2025 komt hij uit voor de Zwitserse wielerploeg Q36.5 Pro Cycling Team. Hij is regerend olympisch kampioen cross-country mountainbike. Tom Pidcock is de oudere broer van beroepsrenner Joseph Pidcock.

## Carrière

### Jeugd
Pidcock viel eind 2016 voor het eerst op door het Europees kampioen veldrijden bij de junioren te winnen. Drie maanden later werd hij tevens wereldkampioen in het Luxemburgse Belvaux. Hij klopte er met ruime voorsprong zijn twee landgenoten Dan Tulett en Ben Turner. Op de weg wist hij in 2017 zowel de juniorenversie van Parijs-Roubaix: Le Pavé de Roubaix, als de wereldtitel tijdrijden te winnen.
Tijdens het veldritseizoen 2017-2018 maakte Pidcock de overstap naar de Beloften. In zijn eerste beloften jaar won hij 10 wedstrijden en het eindklassement van de Wereldbeker. In de daaropvolgende veldritwinter slaagde hij er in om zowel de Wereldbeker, Superprestige, het Europees- en het Wereldkampioenschap bij de beloften te winnen. Hij won dat seizoen ook zijn eerste Britse titel veldrijden bij de elitecategorie. Tijdens het wegseizoen 2019 wist Pidcock Parijs-Roubaix U23 te winnen, twee jaar na zijn overwinning bij de junioren. Tevens won hij een rit en het eindklassement in de Ronde van de Elzas. Dit was zijn eerste elite overwinning met een UCI classificatie. 
Eind 2019 gaf Pidcock aan ook in het Cross-country mountainbiken actief te willen zijn. In 2020 maakt hij zijn internationale debuut in deze discipline. hij won twee manches van de Wereldbeker en pakte de Wereldtitel bij de beloften. Op de weg won hij dat jaar op dominante wijze drie ritten en het eindklassement in de Girobio, de Ronde van Italië voor renners jonger dan 23 jaar.

### Elite
De Wereldkampioenschappen veldrijden 2020 waren Pidcock zijn eerste groot kampioenschap bij de elite. Hij eindigde er als tweede achter de Nederlander Mathieu van der Poel. In het daaropvolgende veldritseizoen wist hij zijn eerste klassementscross te winnen. Half december 2020 won hij de zesde manche van de Superprestige, de Cyclocross Asper-Gavere. 
Vanaf 1 februari 2021 komt Tom Pidcock uit voor de INEOS Grenadiers. Na een goed seizoensbegin met ereplaatsen in: Kuurne-Brussel-Kuurne en Strade Bianche won hij op 14 april de Brabantse Pijl voor Wout Van Aert. Vier dagen later tijdens de Amstel Gold Race werd Pidcock nipt tweede. In een millimetersprint verloor hij van Wout Van Aert. Het volgende doel van Pidcock was de cross-country mountainbike wedstrijd op de Olympische spelen in Japan. Eind mei wist hij zich onder meer dankzij winst in de wereldbeker van Nové Město als enige Brit te kwalificeren voor de spelen. Ondanks zijn verstoorde voorbereiding door een sleutelbreenbreuk begin juni 2021, wist Pidcock op 26 juli de gouden medaille te veroveren. 
Een volgende mijlpaal bereikte Pidcock begin 2022. In Fayetteville slaagde hij er in om als eerste Brit ooit wereldkampioen veldrijden te worden. Op 14 juli 2022 kwam hij solo over de meet op Alpe d'Huez als winnaar van de koninginnenrit van de Ronde van Frankrijk.
In 2023 begon hij het seizoen sterk met een etappezege in de ronde van de Algarve en zege in de klassieker, Strade Bianche. Na een valpartij in de Tirreno Adriatico moest hij enkele klassiekers laten vallen. In de Ardennenklassiekers sloot hij het voorjaar af met een derde plaats in de  Amstel Gold Race. En scoorde hij zijn eerste podium in een monument, met een tweede plaats in Luik-Bastenaken-Luik. In augustus won hij, drie weken na zijn dertiende plaats in de Ronde Van Frankrijk, zijn eerste wereldtitel in het mountainbiken.
In 2024 won hij de  Amstel Gold Race en prolongeerde zijn Olympisch titel mountainbiken.

## Palmares

### Mountainbiken

#### Overwinningen
| Seizoen  | Wereldbeker cross-country   | Wereldbeker short-track | OS       | WK       | EK       | BK       | Overige                                  | Totaal aantal zeges |
| Junioren | Junioren                    | Junioren                | Junioren | Junioren | Junioren | Junioren | Junioren                                 | Junioren            |
| -------- | --------------------------- | ----------------------- | -------- | -------- | -------- | -------- | ---------------------------------------- | ------------------- |
| 2017     |                             |                         | NVT      | DNS      | DNS      | 5e       |                                          | 0                   |
| Beloften |                             |                         |          |          |          |          |                                          |                     |
| 2019     |                             |                         | NVT      | DNS      | DNS      | Goud     |                                          | 1                   |
| 2020     | Nové Město I, Nové Město II |                         | NVT      | ↑        | DNS      | NVT      | Alpe d'Huez                              | 4                   |
| Elite    |                             |                         |          |          |          |          |                                          |                     |
| 2020     |                             |                         | NVT      | NVT      | NVT      | NVT      | 3e, 4e en 5e rit Transmaurienne Vaunoise | 3                   |
| 2021     | Nové Město                  |                         | ↑        | DNS      | DNS      | DNS      | Leukerbad                                | 3                   |
| 2022     | Albstadt, Nové Město        |                         | NVT      | 4e       | ↑        | DNS      |                                          | 3                   |
| 2023     | Nové Město, Mt.-St.-Anne    | Nové Město              | NVT      | ↑        | DNS      | DNS      | Chur                                     | 5                   |
| 2024     | Nové Město, Crans-Montana   | Crans-Montana           | ↑        | ↑        | DNS      | DNS      | La Nucía                                 | 5                   |
| 2025     | Pal Arinsal                 |                         | NVT      |          | ↑        |          |                                          | 2                   |
|          |                             |                         |          |          |          |          |                                          |                     |
| Totaal   | 8                           | 2                       | 2        | 2        | 2        | 0        | 6                                        | 21                  |

#### Erelijst
| 2020   | NVT | 29e | NVT | NVT | NVT | NVT |  |  |
| 2021   | 18e | 24e | ↑   | DNS | DNS | DNS |  |  |
| 2022   | 24e | 28e | NVT | 4e  | ↑   | DNS |  |  |
| 2023   | 9e  | 11e | NVT | ↑   | DNS | DNS |  |  |
| 2024   | 23e | 18e | ↑   | ↑   | DNS | DNS |  |  |
| 2025   |     |     | NVT |     | ↑   |     |  |  |
|        |     |     |     |     |     |     |  |  |
| Totaal | 0   | 0   | 2   | 1   | 2   | 0   |  |  |

### Veldrijden

#### Overwinningen
| Seizoen   | Wereldbeker                                        | Superprestige                                                                    | X2O Trofee | WK       | EK       | BK       | Overige                  | Totaal aantal zeges |
| Junioren  | Junioren                                           | Junioren                                                                         | Junioren   | Junioren | Junioren | Junioren | Junioren                 | Junioren            |
| --------- | -------------------------------------------------- | -------------------------------------------------------------------------------- | ---------- | -------- | -------- | -------- | ------------------------ | ------------------- |
| 2015-2016 |                                                    |                                                                                  |            | 5e       | 8e       | DNF      |                          | 0                   |
| 2016-2017 | Namen, Hoogerheide                                 | Zonhoven                                                                         | Hamme      | ↑        | ↑        | Goud     | Kruibeke, Hasselt, Hulst | 10                  |
| Totaal    | 2                                                  | 1                                                                                | 1          | 1        | 1        | 1        | 3                        | 10                  |
| Beloften  |                                                    |                                                                                  |            |          |          |          |                          |                     |
| 2017-2018 | Koksijde, Bogense, Namen, Zolder eindklassement    | Boom, Gavere, Diegem, Middelkerke                                                | Oudenaarde | 15e      | ↑        | Goud     |                          | 10                  |
| 2018-2019 | Tabor, Koksijde, Namen, Pontchâteau eindklassement | Boom, Gavere, Zonhoven, Diegem, Middelkerke eindklassement                       | Lille      | ↑        | ↑        | Goud     |                          | 13                  |
| 2019-2020 |                                                    | Gieten, Boom, Gavere, Ruddervoorde, Zonhoven, Diegem, Middelkerke eindklassement |            | NVT      | NVT      | NVT      |                          | 7                   |
| Totaal    | 8 ( 2x eindklassement )                            | 16 ( 2x eindklassement )                                                         | 2          | 1        | 1        | 2        | 0                        | 30                  |
| Elite     |                                                    |                                                                                  |            |          |          |          |                          |                     |
| 2017-2018 |                                                    |                                                                                  |            | NVT      | NVT      | NVT      | Abergavenny              | 1                   |
| 2018-2019 |                                                    |                                                                                  |            | NVT      | NVT      | Goud     |                          | 1                   |
| 2019-2020 |                                                    |                                                                                  |            | ↑        | 8e       | Goud     |                          | 1                   |
| 2020-2021 |                                                    | Gavere                                                                           |            | 4e       | DNS      | NVT      |                          | 1                   |
| 2021-2022 | Rucphen, Hulst                                     |                                                                                  |            | ↑        | DNS      | DNS      | Gullegem                 | 4                   |
| 2022-2023 |                                                    | Boom                                                                             | Kortrijk   | DNS      | DNS      | DNS      |                          | 2                   |
| 2023-2024 | Namen                                              |                                                                                  |            | DNS      | DNS      | DNS      |                          | 1                   |
| Totaal    | 3                                                  | 2                                                                                | 1          | 1        | 0        | 2        | 2                        | 11                  |

#### Erelijst
| 2018–2019 | NVT | 12e | NVT | 12e | NVT | NVT | Goud |  |  |
| 2019–2020 | 20e | 6e  | 12e | 9e  | ↑   | 8e  | Goud |  |  |
| 2020–2021 | 7e  | 11e | 13e | 10e | 4e  | DNS | NVT  |  |  |
| 2021–2022 | 11e | 11e | 12e | 7e  | ↑   | DNS | DNS  |  |  |
| 2022–2023 | 13e | 7e  | 13e | 16e | DNS | DNS | DNS  |  |  |
| 2023–2024 | 18e | 24e | 22e | 30e | DNS | DNS | DNS  |  |  |
|           |     |     |     |     |     |     |      |  |  |
| Totaal    | 0   | 0   | 0   | 0   | 1   | 0   | 2    |  |  |

### Wegwielrennen
2016
La Philippe Gilbert
2017
Le Pavé de Roubaix
2e etappe (deel A) Aubel-Thimister-La Gleize (ITT)
3e etappe GP Rüebliland (ITT)
Eindklassement GP Rüebliland
 Wereldkampioen tijdrijden, Junioren
2019
2e etappe (deel B) Triptyque des Monts et Châteaux
Parijs-Roubaix U23
2019
2e etappe Ronde van de Elzas
Eindklassement Ronde van de Elzas
2020
4e, 7e en 8e etappe Ronde van Italië voor beloften
Eindklassement Ronde van Italië voor beloften
2021
Brabantse Pijl
2022
12e etappe Ronde van Frankrijk
Puntenklassement Ronde van Groot-Brittannië
2023
4e etappe Ronde van de Algarve
Strade Bianche
2024
Amstel Gold Race
2025
2e en 4e etappe AlUla Tour
Eind- en puntenklassement AlUla Tour
2e etappe Ruta del Sol
3e etappe Arctic Race of Norway

#### Resultaten in voornaamste wedstrijden
| Jaar | Ronde van Italië | Ronde van Frankrijk | Ronde van Spanje |
| ---- | ---------------- | ------------------- | ---------------- |
| 2020 |                  |                     |                  |
| 2021 |                  |                     | 67e              |
| 2022 |                  | 17e (1)             |                  |
| 2023 |                  | 13e                 |                  |
| 2024 |                  | opgave              |                  |
| 2025 | 16e              |                     |                  |

| Jaar | Milaan-San Remo | Gent-Wevelgem | Ronde van Vlaanderen | Parijs-Roubaix | Amstel Gold Race | Luik-Bast.‑Luik | Strade Bianche | Waalse Pijl | Brabantse Pijl |  | WK op de weg |  | Wereldranglijsten |
| ---- | --------------- | ------------- | -------------------- | -------------- | ---------------- | --------------- | -------------- | ----------- | -------------- |  | ------------ |  | ----------------- |
| 2020 |                 |               |                      |                |                  |                 |                |             |                |  | 42e          |  | 495e (UWR)        |
| 2021 | 15e             |               | 41e                  |                | ↑                |                 | 5e             | 6e          | ↑              |  | 6e           |  | 33e (UWR)         |
| 2022 | opgave          | 67e           | 14e                  |                | 11e              | 103e            |                | opgave      | 5e             |  |              |  | 76e (UWR)         |
| 2023 |                 |               | 52e                  |                | ↑                | ↑               | ↑              | 18e         |                |  |              |  | 28e (UWR)         |
| 2024 | 11e             |               |                      | 17e            | ↑                | 10e             | 4e             | opgave      |                |  | 57e          |  |                   |
| 2025 | 40e             |               |                      |                | 9e               | 9e              | ↑              | ↑           | 11e            |  |              |  |                   |

#### Resultaten in kleinere rondes
| Jaar | Tirreno-Adriatico | Ronde van het Baskenland | Ronde van Zwitserland |
| ---- | ----------------- | ------------------------ | --------------------- |
| 2020 |                   |                          |                       |
| 2021 |                   |                          |                       |
| 2022 |                   |                          | opgave                |
| 2023 | opgave            |                          | 22e                   |
| 2024 | 9e                | opgave                   | 6e                    |
| 2025 | 6e                |                          |                       |

## Trivia
- Pidcock wordt sinds 2017 begeleid door de Belgische trainer en mentor Kurt Bogaerts.

## Ploegen
- 2017-2018 –  Telenet-Fidea Lions (veldrijden)
- 2018 –  Team Wiggins (wegwielrennen)
- 2018-2019 –  TP Racing (veldrijden)
- 2019 –  Wiggins Le Col (wegwielrennen)
- 2019-2020 –  Trinity Racing (veldrijden)
- 2020 –  Trinity Racing (wegwielrennen + mountainbiken)
- 2021 –  INEOS Grenadiers (per 1 maart) (wegwielrennen + mountainbike + veldrijden)
- 2022 –  INEOS Grenadiers (wegwielrennen + mountainbike + veldrijden)
- 2023 –  INEOS Grenadiers
- 2024 –  INEOS Grenadiers
- 2025 –  Q36.5 Pro Cycling Team

1996: Bart Brentjens ·
2000: Miguel Martinez ·
2004: Julien Absalon ·
2008: Julien Absalon ·
2012: Jaroslav Kulhavý ·
2016: Nino Schurter ·
2020: Tom Pidcock ·
2024: Tom Pidcock
Cullaigh · Donovan · Downey · Draper · Fouche · Georgi · Kerfoot-Robson · Navarro · O'Loughlin · Pidcock · Robinson · Sauvagnargues · Scott · Stewart · Teggart · Walker · Wood · Yates
Amador · Van Baarle · Basso · Bernal · Carapaz  · Castroviejo · De Plus · Dennis · Doull · Dunbar · Ganna     · Geoghegan Hart · Gołaś · Hayter · Henao · Kwiatkowski · Martínez · Moscon · Narváez · Pidcock (vanaf 1 februari) · Porte ·  Puccio · Rivera · Rodriguez · Rowe · Sivakov · Sosa · Swift · Thomas · Wurf · Yates · Plapp (stagiair)
Amador · Bernal · Carapaz  · Castroviejo · De Plus · Dunbar · Fraile · Ganna   · Geoghegan Hart · E. Hayter · Heiduk · Kwiatkowski · Martínez · Narváez · Pidcock · Plapp · Porte ·  Puccio · Rivera · Rodriguez · Rowe · Sheffield · Sivakov · Swift · Thomas · Tulett · Turner · Van Baarle · Viviani · Wurf · Yates · L. Hayter (stagiair)